# Alim Khan
Said Mohammed Alim Khan (enero de 1880 - 28 de abril de 1944), en persa امیر عالم خان, fue el último emir de la dinastía Mangudai, la última dinastía gobernante del Emirato de Bujará en Asia Central. A pesar de que Bujará era un protectorado del Imperio ruso desde 1873, el emir dirigió los asuntos internos de su emirato como monarca absoluto y reinó desde el 3 de enero de 1911 hasta el 30 de agosto de 1920.
A la edad de trece años, Alim Khan fue enviado por su padre el emir Khan Abdulahad a San Petersburgo por un periodo de tres años para estudiar el gobierno y las técnicas militares modernas. En 1896, después de haber recibido la confirmación formal como príncipe heredero de Bukhara por el gobierno ruso, regresó a su casa.
Después de dos años en Bujará ayudando en la administración del emirato a su padre, fue nombrado gobernador de la región Nasef, cargo que desempeñó durante doce años. Luego fue trasladado a la provincia norteña de Karmana, que gobernó durante dos años más, hasta recibir la noticia de la muerte en 1910 de su padre.
El gobierno de Alim Khan comenzó con promesas. En un principio, declaró que ya no esperaría o aceptaría regalos, y prohibió a sus funcionarios aceptar sobornos por parte del pueblo, o la imposición de impuestos sobre su propia autoridad. Sin embargo, con el paso del tiempo la actitud del emir hacia los sobornos, impuestos y salarios estatales cambió. El conflicto entre los tradicionalistas y los reformistas terminó con los tradicionalistas en el poder, y con los reformistas en el exilio en Moscú o Kazán. Se cree que Alim Khan, que inicialmente favoreció la modernización y a los reformistas, se dio cuenta de que los objetivos de estos a largo plazo no había lugar para él o sus descendientes como gobernantes. Al igual que sus predecesores, Alim Khan era un gobernante tradicional. Él jugó con la idea de la reforma como una herramienta para mantener al clero en línea, y solo en la medida que veía la posibilidad de usarlo para fortalecer el estado Mangudai.[cita requerida]
Sadriddin Aini, uno de los escritores más importantes de Tayikistán, escribió relatos vívidos de la vida bajo el gobierno del emir. Fue azotado por hablar en tayiko y más tarde escribió sobre la vida en el emirato en Los verdugos de Bujará ("Jallodon Bujara-i").
Alim Khan fue el único gobernante Mangudai que añadió el título de califa a su nombre[cita requerida] y fue el último descendiente directo de Genghis Khan[cita requerida] que ejerció como un gobernante nacional.
En marzo de 1918, activistas del Movimiento Jóvenes de Bujará (Yeni Bukharlylar) informaron a los bolcheviques que los Bukharans estaban listos para la revolución y que la gente estaba esperando la liberación. El Ejército Rojo marchó a las puertas de Bujará y exigió al emir que entregara la ciudad a los jóvenes Bukharans. Según afirman las fuentes rusas, el emir respondió matando a la delegación bolchevique, junto con varios cientos de partidarios de los bolcheviques rusos en Bujará y los territorios circundantes. La mayoría de los Bukharans no apoyó la invasión y el mal equipado y poco disciplinado ejército bolchevique se retiró de vuelta a la plaza fuerte soviética de Taskent.
Sin embargo, el emir había ganado solo un respiro temporal. A medida que la guerra civil en Rusia finalizó, Moscú envió refuerzos a Asia Central. El 2 de septiembre de 1920, un ejército de tropas bien disclipinadas y equipadas del ejército rojo bajo el mando del general bolchevique Mijaíl Frunze atacó la ciudad. Después de cuatro días de combates, la ciudadela del emir fue destruida, la bandera roja fue izada en la parte superior del minarete de Kalyan, y el emir Alim Khan se vio obligado a huir a su refugio en Dusambé (en el actual Tayikistán), y finalmente, a la ciudad afgana de Kabul, donde murió en 1944. Está enterrado en el cementerio Shuadoi Solehin.

## Familia

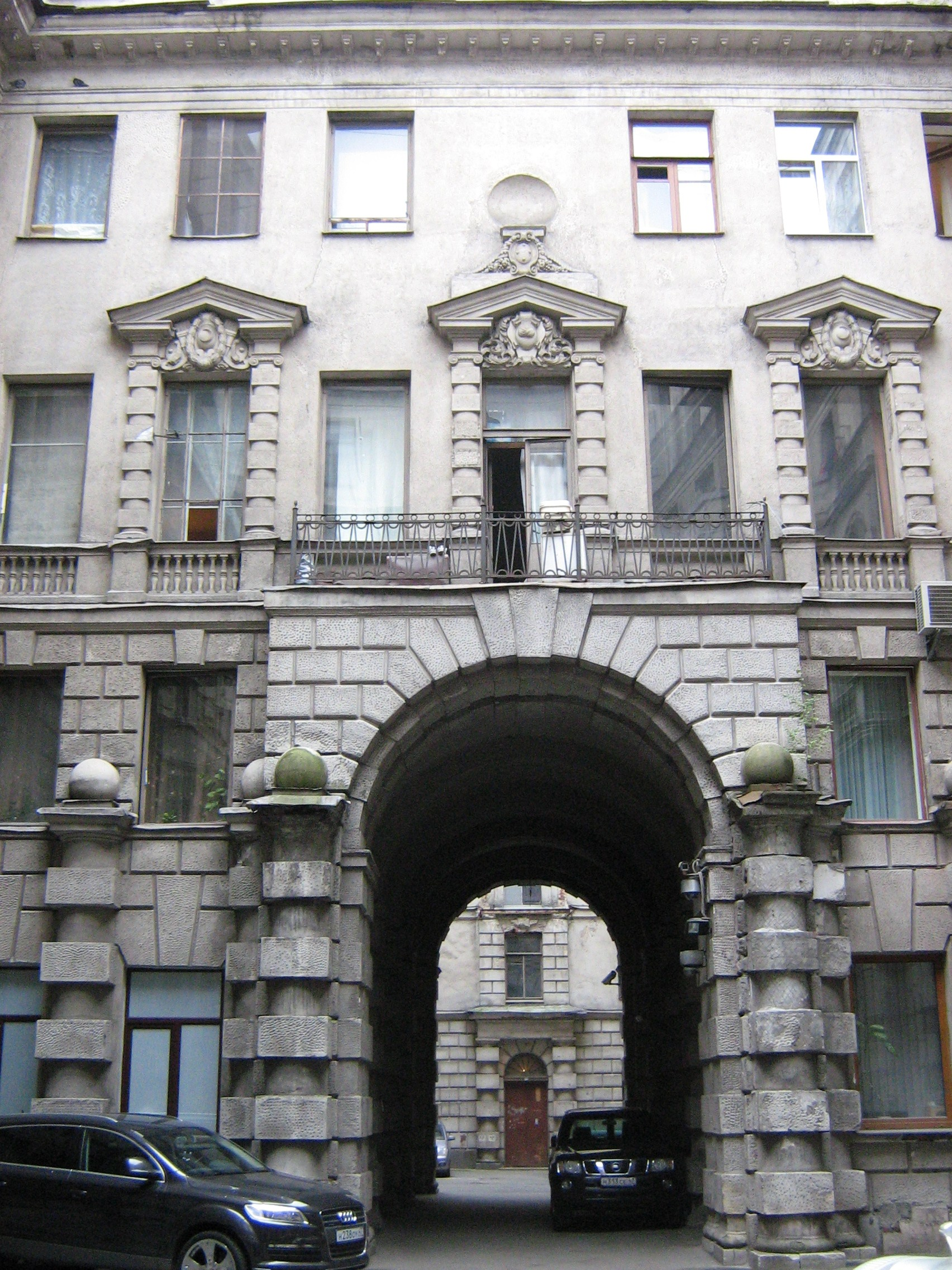
Casa del emir en San Petersburgo

Shukria Raad Alimi, hija del emir, trabajó como locutora en Radio Afganistán. Shukria Raad abandonó Afganistán con su familia tres meses después de que las tropas soviéticas invadieran el país en diciembre de 1979. Con su marido, también periodista, y sus dos hijos huyó a Pakistán y de ahí, a través de Alemania, a los Estados Unidos. En 1982 ingresó en la Voz de América, trabajando durante muchos años como locutora, editora, presentadora y productora para el servicio en dari de esta institución. Alim Khan también tuvo un hijo llamado Shahmurad, que le denunció en 1929 y más tarde sirvió en el Ejército Rojo soviético.